# Eugène Leroux
Eugène Leroux, född den 28 september 1833 i Paris, död där i januari 1905, var en fransk målare, bror till Hector Leroux.
Leroux målade bretagneskt bondfolk (Den nyfödde, 1868, inköptes för Luxembourgmuseet), men även motiv som Ambulans under kriget 1871 och Nunnor på promenad. 